# Чернова, Наталья Юрьевна
Черно́ва, Ната́лья Ю́рьевна (6 января 1937, Москва — 1997, Москва) — российский балетовед, театральный критик, педагог, кандидат искусствоведения (1970).

## Биография
Окончила театроведческий факультет ГИТИСа в 1960 году.
Научный сотрудник Театрального музея им. А. А. Бахрушина, затем — заведующая отделом музыкального театра журнала «Театр». Автор многочисленных публикаций о русском балетном романтизме, искусстве русских и советских балетмейстеров, а также об современных течениях в мировой хореографии, студийном движении, танцах на видеоэкране.
По её инициативе и при её непосредственном участии в 1984 году был издан сборник о выдающемся русском балетмейстере Касьяне Голейзовском. Также Наталья Юрьевна стала организатором первых в России видеофестивалей, посвящённых современному танцу.
С 1964 года научный (с 1989 — старший научный) сотрудник ВНИИ искусствознания (ныне Государственный институт искусствознания). В 1976—1980 годах преподавала историю балета в Московском хореографическом училище, с 1988 года — сценарную драматургию балета в ГИТИСе. Вела семинар балетных критиков при СТД, была членом жюри Всероссийского театрального фестиваля «Золотая Маска».

### Книги
- Н.Ю. Чернова. От Гельцер до Улановой. — М.: Искусство, 1979. — 240 с. — 25 000 экз.

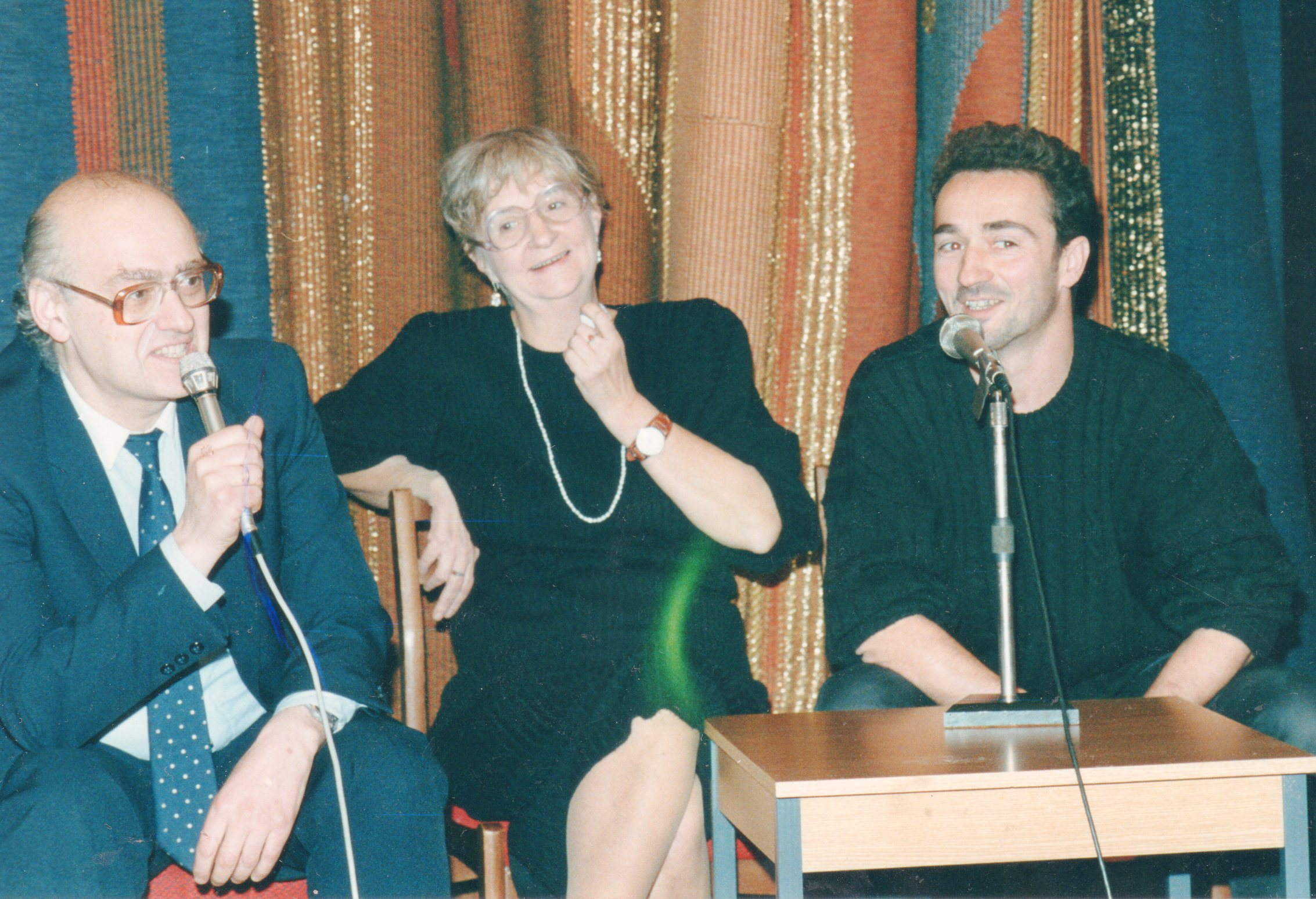
Наталья Чернова и Анжелен Прельжокаж

- Н.Ю. Чернова. Вступительная статья и составление // Касьян Голейзовский. Жизнь и творчество. — М.: ВТО, 1984. — 570 с. — 15 000 экз.
- Н.Ю. Чернова. О балете. — Варшава, 1986.
- Н.Ю. Чернова. Советский балет. — Токио, 1987.

### Избранные статьи
- Чернова Н. Продолжение жизни // Театральная жизнь : журнал. — М., 1961. — № 23.
- Чернова Н. От Владимирова до Владимирова // Смена : журнал. — М., 1968. — № 19.
- Чернова Н. «Контрасты». — М..
- Чернова Н. «На путях к трагедии». — М.: «Театр», 1973. — № 7.
- Чернова Н. «Хосе Лимон и современный танец Америки». — М.: «Театр», 1974. — № 2.
- Чернова Н. «Частное собрание Роберта Джоффри». — М.: «Театр», 1976. — № 1.
- Чернова Н. Нина Владимировна Тимофеева // Книга-сборник «Мастера Большого театра». — М.: Советский композитор, 1976. — С. 580—589. — 696 с. — 15 000 экз.
- Чернова Н. Балет. 1927—1947 // Книга-сборник «Большой театр СССР». Выпуск II. — М.: Советский композитор, 1976. — 471 с.
- Чернова Н. Балет 1930—40-х // Книга-сборник «Советский балетный театр». — М.: Искусство, 1976. — 376 с. — 20 000 экз.
- Чернова Н. «Панорама танца». — М.: журнал «Театр», 1977. — № 6.
- Чернова Н. Книга-сборник «Вопросы театра». — Статья: «На современном этапе». — М., 1977.
- Чернова Н. Книга-сборник «Музыкальный современник». — Статья: «Путь "Спартака"». — М., 1977.
- Чернова Н. «Ангара». — М.: «Волжская коммуна», 10 декабря 1977.
- Чернова Н. «Здесь не одно воспоминанье ». — М.: журнал «Театр», 1978 =. — № 5.
- Чернова Н. Книга-сборник «Музыка и телевидение». — Статья: «В поисках контактов». — М.: Советский композитор, 1978. — 256 с. — 12 690 экз.
- Чернова Н. Всесоюзная лаборатория балетмейстеров (Тбилиси, май 1978 года) // Музыка и хореография современного балета. — Л.: Музыка, 1979. — Т. 3. — С. 173—181. — 207 с.
- Чернова Н. «Фокин». — М.: «Музыкальная жизнь», 1980. — № 6.
- Чернова Н. «Людмила Семеняка — Леди Макбет». — «Советский артист», 3 апреля 1981.
- Чернова Н. Книга-сборник «Театральная правда». — Статья: «Галина Уланова». — 1981.
- Чернова Н. «Касьян Голейзовский». — М.: журнал «Музыкальная жизнь», 1982. — № 3.
- Чернова Н. «Силуэты танца: Людмила Семеняка». — М.: «Музыкальная жизнь», 1982. — № 23.
- Чернова Н. Книга-сборник «Советский музыкальный театр». — Статья: «О балетах больших и малых». — М., 1982.
- Чернова Н. Книга-сборник «Алексей Ермолаев. Статьи, воспоминания». — Статья: «Неистовый талант». — М., 1982.
- Чернова Н. «Ожившая музыка». — М.: «Правда», 1 декабря 1984.
- Чернова Н. Книга-сборник «История театроведения народов СССР». — Статья: «Балет 1917—1941». — М.: Наука, 1985.
- Чернова Н. « балетной комиссии». — М.: журнал «Советский балет», 1987. — № 5.
- Чернова Н. «Что такое хорошо...». — М.: газета «Советская культура», 24 октября 1987.
- Чернова Н. Книга-сборник «Музыка и хореография современного балета». — Статья: «Большой театр и современная тема в 1940—1950-х». — Л., 1987.
- Чернова Н. «В московском балете щепкинской поры». — М.: журнал «Советский балет», 1989. — № 1.
- Чернова Н. «Праздник состоялся». — М.: журнал «Советский балет», 1990. — № 5.
- Чернова Н. «История одного соперничества». — М.: журнал «Советский балет», 1991. — № 3.
- Чернова Н. «Послушаем молодых критиков». — М.: журнал «Советский балет», 1991. — № 4.
- Чернова Н. «Сумятица. Балетная молодежь: поколение, которого не будет». — М.: Литературная газета, 25 декабря 1991.
- Чернова Н. «А если бы он уехал». — М.: «Балет», 1992. — № 2.
- Чернова Н. «Век нынешний и век минувший». — М.: журнал «Театр», 1992. — № 3.
- Чернова Н. «Хореограф на все времена». — М.: журнал «Балет», 1993. — № Спецвыпуск — Мариус Петипа.
- Чернова Н. «Заметки «очевидца» о русском модерне и русском балете». — М.: журнал «Театр», 1993. — № 5.
- Чернова Н. «Седьмой раз в Берне». — М.: журнал «Балет», 1994. — № 1.

### Цитаты
Рецензия на постановки спектаклей «Борис Годунов», «Порги и Бесс», «Ромео и Джульетта» и «Серенада» в газете «Правда»:

«Именно „Борис Годунов“ заставил задуматься о том, как необходимо современной оперной режиссуре искать суть мироощущения автора, из которого рождается его стиль, само зерно произведения, а отсюда и образы спектакля, их решение на сцене. Из народной драмы Мусоргского режиссёр изъял буйство и живость массовых сцен, заменил их статичной концертностью, снивелировал знаменитую, блистательно выписанную в опере толпу… Участие Лавровского в спектаклях как хореографа возродило интерес публики, и он получил возможность для осуществления собственных творческих замыслов — балетов „Ромео и Джульетта“ и „Порги и Бесс“. В одноактном балете „Ромео и Джульетта“ Лавровский нашёл новые режиссёрские решения внутри спектакля, новые способы раскрытия конфликта. Вопрос хореографической драматургии, режиссуры, также как и взаимоотношений с музыкальной основой, стал самым острым в работе балетмейстера. В свободной интерпретации известной оперы Гершвина „Порги и Бесс“, в интересом образном решении художника Мураза Мурваниндзе, много находок и удачных сцен, балетмейстер использовал основной приём рассказа о калеке Порги, любящем „негритянскую Кармен“ Бесс. За Бесс реальной стоит Бесс-мечта… Балет „Серенада“ П.Чайковского отмечена гением великого хореографа XX века Баланчина и знаменует творческое возвращение балетмейстера к себе на родину. Этот лирико-драматический балет, требующий проникновения в содержательный хореографический стиль, Александр Плисецкий перенёс на сцену с такой любовью, тщательностью и пониманием, что спектакль стал большим событием». — Н. Ю. Чернова, кандидат искусствоведения